# Teaterhögskolan i Göteborg
Teaterhögskolan i Göteborg var en svensk teaterskole som hørte til Göteborgs Universitet og var beliggende i samme bygningskompleks som Göteborgs stadsteater. I 2005 blev uddannelsen fusioneret med institutionen Högskolan för scen och musik, der har til huse i bygningen Artisten.

## Skolens historie
Teaterhögskolans virke udspringer af den undervisning, der startede op i 1941 under navnet "Maria Schildknechts elevskola". I 1947 blev skolen navngivet Göteborgs stadsteaters elevskola, efter den indgik som en del af Göteborgs stadsteater. Den 1. juli 1964 blev skolen en selvstændig teaterskole med navnet Statens skola för scenisk utbildning i Göteborg, og d. 1. oktober 1971 blev institutionen en uddannelse under Göteborgs universitet og kaldtes Teater- och Operahögskolan.
I 1992 skiftede skolen igen navn, denne gang til Högskolan för Teater, Opera och Musikal vid Göteborgs Universitet. I løbet af 2003 blev Operahögskolan udskilt fra den øvrige del af Teaterhögskolan i Göteborg og blev i 2005 slutteligt fusioneret med Musikhögskolan och Operahögskolan til den nuværende institution, Högskolan för scen och musik.

## Ledere
Ledere af uddannelsen har været Maria Schildknecht, Karl-Magnus Thulstrup, Ola Nilsson, Lars Barringer, Bo Swedberg, Frantisek Veres, Harald Ek, Gugge Sandström, Iwar Bergkwist, Per Nordin og Pia Muchin.

## Den musikalske del
I 1992 startede man på forsøgsplan musiklinjen som en 1-årig uddannelse, og i 1994 blev den udviklet til en permanent 3-årig uddannelse, der kom til at høre under teateruddannelsesdelen og fusioneret ind i Högskolan för Teater, Opera och Musikal vid Göteborgs universitet.
1992 var også året, hvor musikskolen flyttede adresse fra Lilla Torp til nybyggede musiklokaler i Artisten.

Ledere for musikuddannelsen har været Georg Malvius, Sven-Eric Dahlberg og Vernon Mound.